# Christof Kraus
Christof Kraus (* 1978 in Erlangen) ist ein bildender Künstler. Er beschäftigt sich mit den Medien Malerei, Zeichnung und Installation. Er lebt und arbeitet in Berlin.
Kraus studierte Bildende Kunst an der Bauhaus-Universität Weimar, Chelsea School of Art in London und schloss nach 4-jährigem Studium an der Universität der Künste Berlin als Meisterschüler von Mark Lammert ab. Kraus Werk wurde in Galerien (u. a. KEWENIG Berlin, Galerie Jordan Seydoux, Berlin, Maus Contemporary, Birmingham, USA) und Ausstellungsorten (u. a. Haus am Kleistpark Berlin, Kulturspeicher Würzburg, Spinnerei Leipzig, Einmal Offspace Modena) national und international gezeigt. Er hatte ein Stipendium der Studienstiftung Cusanuswerk, ist Preisträger des „Regina Pistor Preis“ sowie im Atelierförderprogramm des Senats Berlin. 2020 erhielt er das Arbeitsstipendium für Kultur und Europa vom Senat Berlin. Kraus Arbeiten befinden sich in institutionellen sowie privaten Sammlungen.

## Ausstellungen
Ausstellungen (s = Einzelausstellungen)
- 2022

„TEMPEL“, Pavillon der Volksbühne am Rosa-Luxemburg-Platz, Berlin, s
„Phase 1“, offspace Zustand, Berlin
- 2021

„childhood Memories II“, (category: building space), Kreuzbergpavillon, Berlin, s
„in between“, Alte Feuerwache Friedrichshain, Kommunale Galerie, Berlin
- 2020

“Drawings”(emotional act), #room 11, KEWENIG, Berlin, s
“Traumwandlerische Archivierung”, Kunsthaus Apolda, s
“childhood memories” (category: building space), Trinkhalle Bad Wildbad, s
„Sleeper in Metropolis“, Gallery Maus Contemporary, Birmingham, USA
“oak island 2”, Zönotheka Project Space, Berlin
- 2019

„I – ENGINEER“, Spinnerei Leipzig, Halle 12,
„oak island“, Zönotheka Project Space, Berlin
„Bauhaus Resonanzen“, Bauhaus-Universität Weimar, „bauhaus100“ Jubiläum
„positions“, Kunstmesse, Berlin, vertreten durch „Maus Contemporary“, Birmingham, USA
„Fantastische Übersicht“ (Kategorie Sonne), Gemeinsamer Bundesausschuss, Berlin (s)
- 2018

„atmosphere“, Zönotheka Project Space, Berlin, s
„Sommer Hängung“, Galerie Jordan Seydoux, Berlin
„10 Jahre Pistor Preis“, UdK, Berlin
- 2017

„Cosmic Debris“ RealArtEstate, Fehrbelin
„Hidden Tracks on Paper“, Galerie Wörner, Erlangen, s
„Meisterschülerpreis des Präsidenten“, Shortlist, UdK Berlin
- 2016

„Pulse“, Preisträgerausstellung, Karl Hofer Gesellschaft, Haus am Kleistpark, Berlin
„Regina – Pistor – Preis“, Preisverleihung, UdK, Berlin s
- 2015

„Young Positions“, Kommunale Galerie Pankow, Berlin
„Peak Oil Show 3“, Projektraum „Einmal“, Modena, Italien
- 2014

„dummies“, Modena, Italien
„Mit Terpentin und Testeroson“, Kulturspeicher Würzburg, s